# Guioa oligotricha
Guioa oligotricha là một loài thực vật thuộc họ Sapindaceae. Loài này có ở Indonesia và Papua New Guinea.